# Pillow Knob
La Pillow Knob (in lingua inglese: Protuberanza a cuscino) è una protuberanza rocciosa antartica, alta 810 m, che sporge attraverso la copertura nevosa all'estremità nordorientale delle Williams Hills, nel Neptune Range, che fa parte dei Monti Pensacola in Antartide. 
Il monte è stato mappato dall'United States Geological Survey (USGS) sulla base di rilevazioni e foto aeree scattate dalla U.S. Navy nel periodo 1956-66.
La denominazione descrittiva è stata proposta da Dwight L. Schmidt, geologo dell'United States Geological Survey (USGS) per le ricerche in queste montagne nel periodo 1962-66.